# Liste de récits de voyage en Italie
La liste de récits de voyage en Italie recense des œuvres littéraires et cinématographiques dans lesquelles les auteurs rendent compte d'un ou de voyages en Italie.

## Œuvres littéraires
- L'Énéide, Virgile - 29 et 19 av. J.-C.
- Les Antiquités de Rome, Du Bellay - 1558
- Nouveau Voyage d'Italie, Maximilien Misson – 1691
- Journal de voyage en Italie (sur wikisource), Michel de Montaigne – 1580-1581
- Voyage sentimental à travers la France et l'Italie, Laurence Sterne – 1768
- Voyage en Sicile et en Italie (it), Patrick Brydone – 1773
- Journal inédit d'un voyage en Italie, 1773-1774 de Bergeret de Grancourt
- Voyage d'Italie, D. A. F. de Sade – 1775-1776
- Lettres historiques et critiques sur l'Italie, Charles de Brosses - 1799
- Voyage en Italie, Chateaubriand - 1803
- Corinne ou l'Italie, Mme de Staël - 1807
- Voyage en Italie, Johann Wolfgang von Goethe 1816-1817
- Rome, Naples et Florence, Stendhal - 1817
- La Liberté ou une Nuit à Rome, Nouvelles Méditations poétiques, Alphonse de Lamartine - 1823
- Rome, Naples, Florence, Stendhal - 1826
- Promenades dans Rome, Stendhal - 1829
- Souvenirs de voyage : Une année à Florence, Alexandre Dumas –1841
- Le Speronare, Alexandre Dumas – 1842
- Le Capitaine Aréna, Alexandre Dumas – 1842
- Le Corricolo, Alexandre Dumas – 1843
- Errances en Allemagne et en Italie, Mary Shelley – 1844
- Sur les ruines de Rome, Alphonse de Lamartine - 1846
- Images d'Italie, Charles Dickens - 1846
- Voyage en Italie et en Orient, 1856-1857, Jan-Baptist Huysmans - 1857
- Voyage en Italie, Théophile Gautier - 1875
- La Grande Grèce, François Lenormant - 1881-1884
- À travers l'Apulie et la Lucanie, François Lenormant - 1883
- La Vie errante, Guy de Maupassant - 1890
- Voyage à Rome, Émile Zola - 1893
- By the Ionian Sea : Notes of a Ramble in Southern Italy (it), George Gissing - 1901
- Heures italiennes (it), Henry James – 1909
- Old Calabria (it), Norman Douglas - 1915

- Sardaigne et Méditerranée, D.H Lawrence - 1921
- Croquis étrusques, D.H Lawrence - 1932
- Le Voyage du condottière, André Suarès – 1932
- Voyage en Italie, Jean Giono - 1953
- Autour des sept collines, Julien Gracq - 1988
- Rome, André Suarès - 1998

## Œuvres cinématographiques
- Vacances romaines, William Wyler - 1953
- Voyage en Italie, Roberto Rossellini - 1954

## Affiches publiées au début duXXesièclepar l'Enit (Ente Nazionale Italiano per il Turismo)

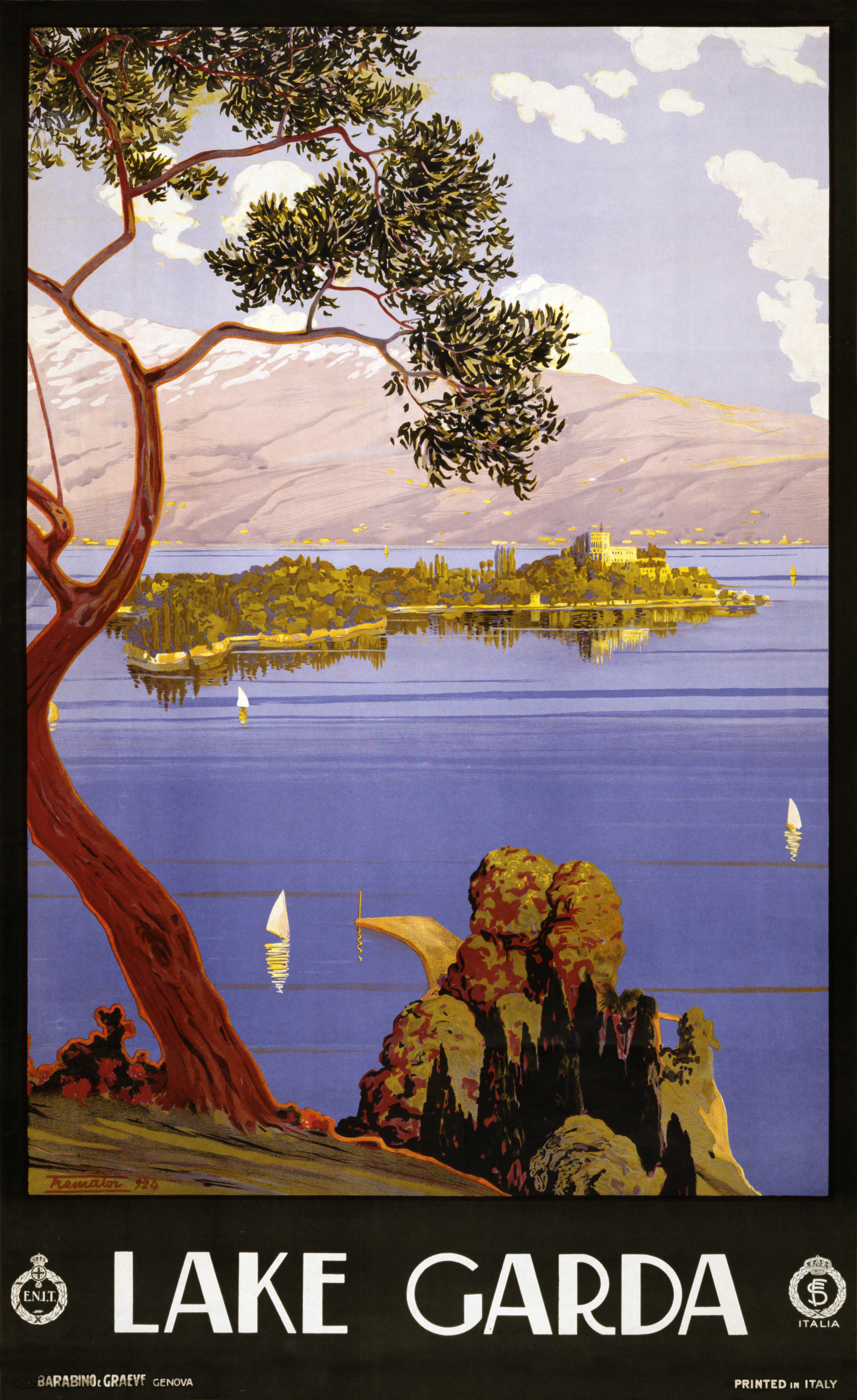
Lac de Garde - 1924.
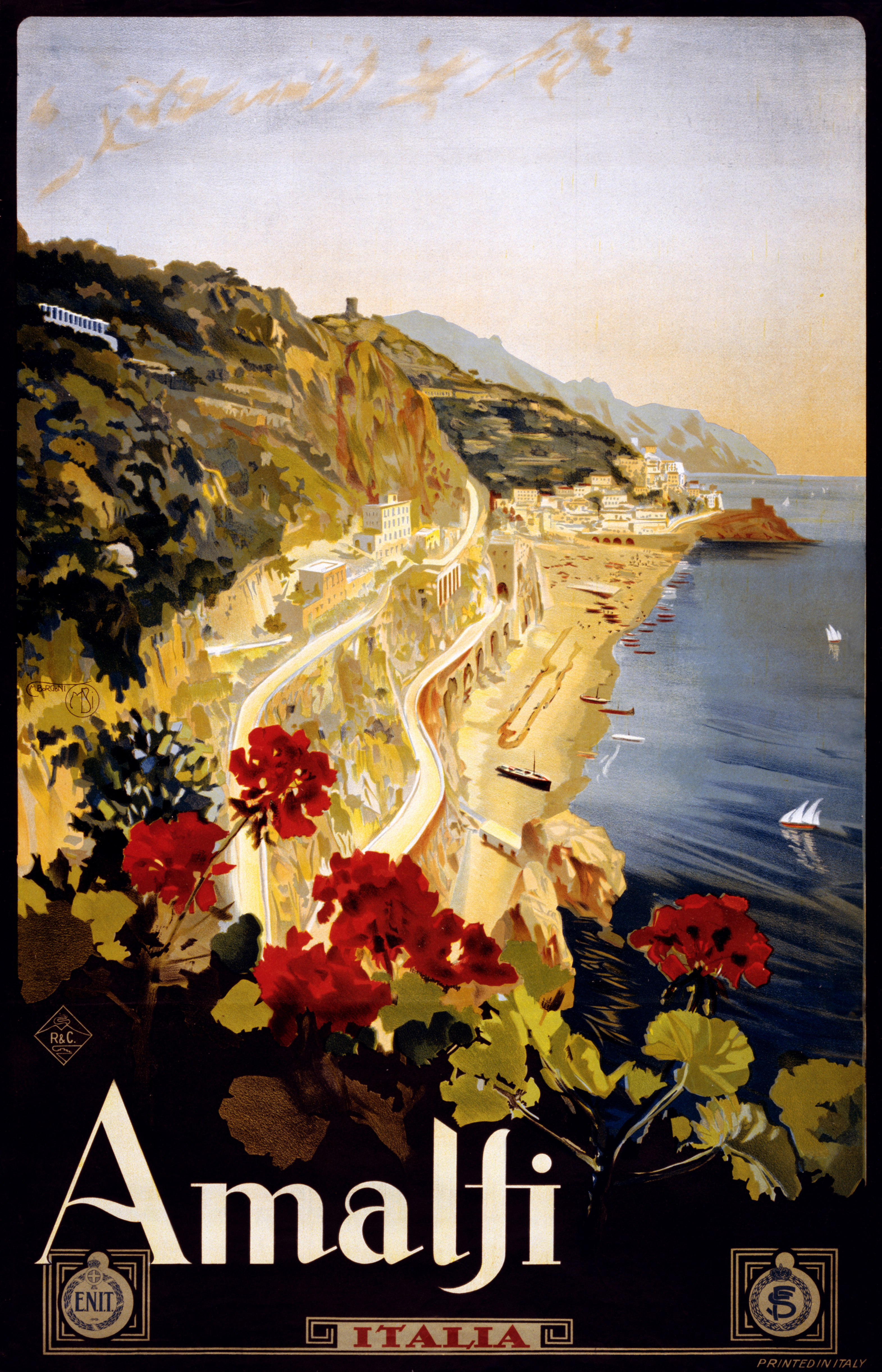
La côte amalfitaine 1910-1920.